# Сапиндови
Сапиндови (Sapindaceae) са семейство цъфтящи растения от разред Сапиндоцветни. Съдържа 138 рода и 1858 приети вида. Сред представителите на семейството са родовете Конски кестен, Явр, Ака и Личи.
Сапиндовите се срещат в умерени до тропически региони, често в местообитания на лаврови гори, по целия свят. Много от тях са латициферни, т.е. съдържат латекс, млечен сок, а много съдържат леко токсични сапонини с подобни на сапун качества в листата и/или семената, или корените си. 
Най-големите родове са Serjania, Paullinia, Allophylus и Явор (Acer).

## Описание
Растенията от това семейство имат различни размери, от дървета до тревисти растения и лиани. Листата на тропическите родове обикновено са спираловидно редуващи се, докато тези на родовете в умерените пояси (явор, конски кестен) и няколко други рода са срещуположно разположени.
Цветовете са малки и еднополови или функционално еднополови, въпреки че растенията могат да бъдат двудомни или еднодомни. Обикновено се намират в съцветия, групирани в метлици. Те най-често имат четири или пет венчелистчета и чашелистчета (венчелистчетата липсват при Dodonaea). Тичинките варират от четири до 10, обикновено върху нектарен диск между венчелистчетата и тичинките, техните нишки често са влакнести. Най-често са осем на брой, в два пръстена по четири. Най-често се опрашват от птици или насекоми, като някои видове се опрашват от вятъра.
Зрелите плодове могат да бъдат месести или сухи.

## Класификация
Сапиндовите са свързани с Седефчевите (Rutaceae) и двете семейства обикновено се поставят в разред Сапиндоцветни. Семейството е разделено на четири подсемейства, Dodonaeoideae (около 38 рода), Sapindoideae (около 114 рода), Hippocastanoideae (5 рода) и Xanthoceroideae (1 род). Най-големите родове са Serjania (около 220 вида), Paullinia (около 180 вида) и Allophylus (около 200 вида) в тропическите ширини и Явор (около 110 вида) в умерените ширини.:с. 294

## Популярни видове
Сапиндовите включват много видове икономически ценни тропически плодове, включително личи, лонган, питомба, гуинип/мамончило, корлан, рамбутан, пуласан и аки. Други продукти, които се извличат от видове от това семейство, включват гуарана, сапунени плодове и кленов сироп.

Някои видове от родовете Явор и Конски кестен са ценени заради дървесината си, докато няколко други рода, като Koelreuteria, Cardiospermum и Ungnadia, са популярни декоративни растения. Сапонините, извлечени от костилката на видовете Sapindus, са ефективни повърхностноактивни вещества и се използват в търговската мрежа в козметиката и детергентите.
- Плод на аки (Blighia Sapida)
- Плод на гуинеп/ мамончило (Melicoccus bijugatus)плод
- Плод на личи
- Плодове на алупаг(Dimocarpus didyma).
- Плод гуарана
- Кленов сироп (Acer sacharum)

## Изтчници
1. ↑  The Plant List:Sapindaceae //   Royal Botanic Gardens Kew and Missouri Botanic Garden. Посетен на 5 April 2017.
2. 1 2 3  Singh, Gurjaran. Plant Systematics: An Integrated Approach.   Enfield, New Hampshire, Science Publishers, 2004. ISBN 1-57808-342-7. с. 438–440.
3. ↑  V.H. Heywood, R.K. Brummit, A. Culham. Flowering plant families of the world.   Firefly Books Ltd., 2007. ISBN 978-1-55407-206-4.
4. ↑  Stoffels, Karin. Soap Nut Saponins Create Powerful Natural Surfactant //  Personal Care Magazine.   Jeen International Corporation, September 2008.  Архивиран от оригинала на 2011-06-15.